# Ficedula
n̩
Ficedula är ett släkte med små, insektsätande tättingar som förekommer i Europa och Asien och som omfattar ett drygt 30-tal arter. De har breda och spetsiga näbbar och hanarna är kontrastrikt tecknade i svart, vitt, orange eller blått. DNA-studier visar att släktets närmaste släktingar är små insektsätande fåglar som tidigare betraktades som trastar, som rödstjärtar, stenskvättor, buskskvättor och stentrastar. Släktets vetenskapliga namn Ficedula betyder "fikonätare" på latin.

## Arter
Efter AviList 2025:
- Solflugsnappare (Ficedula zanthopygia)
- Shanxiflugsnappare (Ficedula elisae)
- Narcissflugsnappare (Ficedula narcissina)
- Ryukyuflugsnappare (Ficedula owstoni) – tidigare underart till narcissflugsnappare
- Mugimakiflugsnappare (Ficedula mugimaki)
- Skifferryggig flugsnappare (Ficedula erithacus), syn. sordida
- Vitbrynad flugsnappare (Ficedula hyperythra)
- Blågrå flugsnappare (Ficedula tricolor)
- Damarflugsnappare (Ficedula henrici)
- Dvärgflugsnappare (Ficedula hodgsoni) – tidigare placerad i egna släktet Muscicapella
- Orangestjärnig flugsnappare (Ficedula strophiata)
- Safirflugsnappare (Ficedula sapphira)
- Ultramarinflugsnappare (Ficedula superciliaris)
- Nunneflugsnappare (Ficedula westermanni)
- Rödstjärtad flugsnappare (Ficedula ruficauda) – fördes tidigare till Muscicapa
- Kashmirflugsnappare (Ficedula subrubra)
- Mindre flugsnappare (Ficedula parva)
- Tajgaflugsnappare (Ficedula albicilla)
- Atlasflugsnappare (Ficedula speculigera) – tidigare underart till svartvit flugsnappare
- Balkanflugsnappare (Ficedula semitorquata)
- Halsbandsflugsnappare (Ficedula albicollis)
- Svartvit flugsnappare (Ficedula hypoleuca)
- Svarthuvad flugsnappare (Ficedula nigrorufa)
- Tanimbarflugsnappare (Ficedula riedeli)
- Orangebröstad flugsnappare (Ficedula dumetoria)
- Palawanflugsnappare (Ficedula platenae)
- Luzonflugsnappare (Ficedula disposita)
- Roststrupig flugsnappare (Ficedula rufigula)
- Bandaflugsnappare (Ficedula buruensis)
- Lompobattangflugsnappare (Ficedula bonthaina)
- Timorflugsnappare (Ficedula timorensis)
- Sumbaflugsnappare (Ficedula harterti)
- Skifferflugsnappare (Ficedula basilanica)
- Mindanaoflugsnappare (Ficedula crypta)
- Bundokflugsnappare (Ficedula luzoniensis) – tidigare underart till vitbrynad flugsnappare

DNA-studier visar att de två arterna vitstrupig flugsnappare (Anthipes monileger) och malajflugsnappare (Anthipes solitaris), tidigare i Ficedula är nära besläktad med Niltava, och förs numera till släktet Anthipes.